# Hilbert van der Duim
Hilbert van der Duim (Beetsterzwaag, 4 augustus 1957) is een voormalig Nederlands langebaanschaatser.

## Met vallen en opstaan naar de top
Hilbert van der Duim was als schaatser een kleurrijk figuur en werd bij velen bekend door zijn valpartijen over vogelpoep en later een kroonkurk, zowel als door een ronde te vroeg een race beëindigen.
Zijn reputatie als brokkenpiloot begon al vroeg. Al in 1979 nam hij – officieel nog junior – deel aan het EK voor mannen. Na de eerste dag stond hij nog verrassend vierde, maar op de tweede dag ging hij onderuit op de 1500 meter.
Tijdens het EK van 1981 viel hij op de 10 kilometer en liep daardoor de titel mis. Achteraf verklaarde Van der Duim gevallen te zijn over vogelpoep. Een bewering die, zo verklaarde hij later, niet waar was geweest.
Bij het wereldkampioenschap van datzelfde jaar zette Van der Duim op de 5 kilometer de achtervolging op zijn tegenstander Amund Sjøbrend te vroeg in. Hij achterhaalde hem en ging zegevierend als eerste over de eindstreep, om pas na 15 seconden, nadat zijn coach hem gewaarschuwd had er achter te komen dat hij een ronde te vroeg gestopt was. Een dag later vergooide Van der Duim definitief zijn kansen op de wereldtitel door tijdens de 1500 meter op een blokje te stappen en onderuit te gaan.
Vermaard werd ook zijn optreden tijdens het WK van 1983 in Oslo. Van der Duim was kort daarvoor Europees kampioen geworden en op dat moment nog regerend wereldkampioen. Naar het voorbeeld van het wielrennen verscheen hij in een regenboogpak op de baan. Zijn 500 meter was nog uitstekend (tweede), maar op de 5000 meter had hij "pap in de benen", eindigde als zeventiende en verspeelde zo een startplaats op de afsluitende tien kilometer.

## Successen

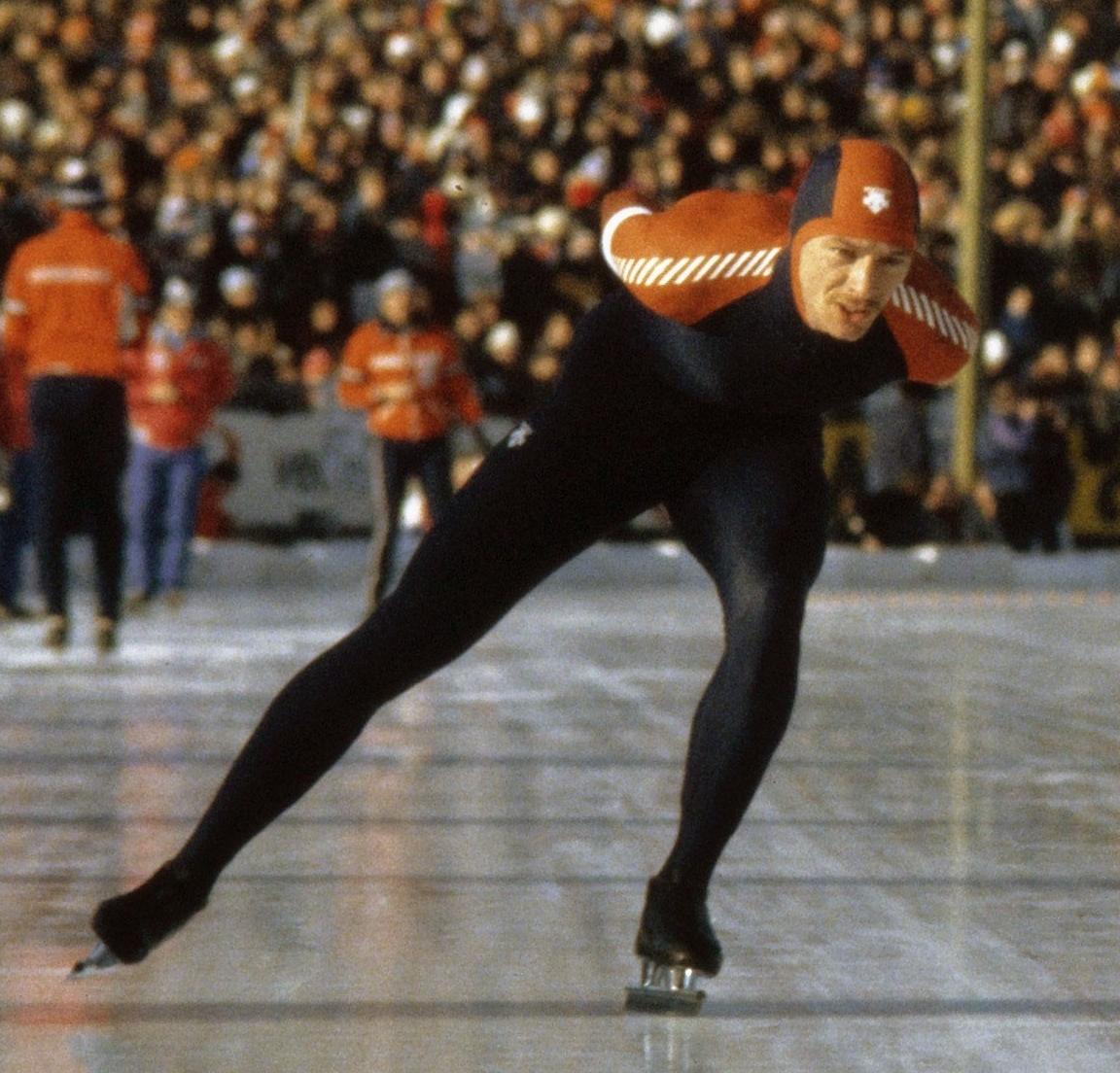
Van der Duim op de 10 kilometer van het WK allround van 1982.

Van der Duim was ondanks die strapatsen een succesvol schaatsenrijder die tweemaal wereldkampioen (1980 en 1982) en tweemaal Europees kampioen (1983 en 1984) allround schaatsen werd. In 1980 versloeg hij, tot verrassing van iedereen, de onverslaanbaar geachte Amerikaan Eric Heiden. Het weer speelde een grote rol tijdens dat toernooi, maar Van der Duim bewees beter dan anderen in de storm overeind te kunnen blijven en won de 1500 meter, die heel vaak beschouwd wordt als een sleutelafstand. In dat toernooi was dat zeker het geval.
De ijsmeester van Heerenveen verklaarde overigens jaren later met de dweilpauzes te hebben gemanipuleerd, waardoor op de 10.000 meter Van der Duim op goed ijs en Heiden op aangeslagen ijs moest rijden.
Merkwaardig is dat juist de 1500 meter zijn lastigste afstand was: op die afstand had hij ook zijn minst tot de verbeelding sprekende persoonlijke toptijd staan. Echter, op drie van de vier toernooien waar hij de titel pakte, won hij die afstand: alle drie de keren tijdens een stevige storm. Waarschijnlijk zou Van der Duim op moderne, overdekte, snelle schaatsbanen minder succesvol zijn geweest; de omstandigheden zijn daar gewoon niet zwaar genoeg.
Zijn beste seizoen was 1981-1982, toen hij derde werd tijdens het EK in Oslo en wereldkampioen werd voor eigen publiek in Assen. Hij verbeterde diverse persoonlijke en Nederlandse records en stond gedurende bijna een maand derde op de Adelskalender.
De Olympische Winterspelen 1984 in Sarajevo kwamen voor hem waarschijnlijk iets te laat: op alle afstanden waar hij aan deelnam bleven medailles buiten bereik. Niet onvermeld mag echter blijven dat Van der Duim zevenmaal Nederlands kampioen werd, van 1979 tot 1985; dat is een record. Ook een record is dat het zevenmaal op rij is gebeurd.

## Na het allroundschaatsen
In 1986 debuteerde hij in het peloton van marathonschaatsers en maakte daar direct indruk door het hoge tempo dat hij het peloton oplegde. In de veertiende Elfstedentocht, op 26 februari van dat jaar, behaalde hij de achtste plaats.
Op 28 november 1986 verbeterde Van der Duim het werelduurrecord tot 39.492,8 meter. Op 16 januari 1987 werd hij Nederlands kampioen marathonschaatsen op natuurijs. Van der Duim stopte in datzelfde jaar noodgedwongen met schaatsen ten gevolge van een ernstig auto-ongeluk.
Van der Duim is nu opleidingsmanager aan het Drenthe College in Assen. Ook zette hij zich in voor de lokale politieke partij Plop in Assen, waarvoor hij in 1994 als lijstduwer bij gemeenteraadsverkiezingen door vele voorkeurstemmen voor een periode van vier jaar een plaats in de raad wist te verwerven.

## Records

### Persoonlijke records
| Afstand      | Tijd     | Datum            | Baan   |
| ------------ | -------- | ---------------- | ------ |
| 500 meter    | 37,7     | 10 februari 1982 | Davos  |
| 1000 meter   | 1.15,80  | 31 januari 1981  | Davos  |
| 1500 meter   | 1.57,57  | 20 januari 1985  | Davos  |
| 3000 meter   | 4.06,59  | 10 februari 1983 | Inzell |
| 5000 meter   | 6.59,73  | 3 januari 1982   | Inzell |
| 10.000 meter | 14.27,81 | 7 maart 1982     | Inzell |

### Wereldrecords
| Nr.  | Afstand               | Tijd/Afstand | Datum            | Baan       |
| ---- | --------------------- | ------------ | ---------------- | ---------- |
| jr1. | 1000 meter (junioren) | 1.19,41      | 8 maart 1977     | Savalen    |
| 1.   | Werelduurrecord       | 39.492,80 m* | 28 november 1986 | Heerenveen |

| * | = officieus wereldrecord |

## Resultaten
| Jaar | NK Allround  | NK Sprint      | EK Allround            | Olympische Spelen                                     | WK Allround             | WK Sprint             | WK Junioren          | Elfstedentocht |
| ---- | ------------ | -------------- | ---------------------- | ----------------------------------------------------- | ----------------------- | --------------------- | -------------------- | -------------- |
| 1976 |              |                |                        |                                                       |                         |                       | DQ3 (6e, 20e, DQ, -) |                |
| 1977 |              |                |                        |                                                       |                         |                       | · (, 6e, 7e, )       |                |
| 1978 | · (, )       |                | 11e (6e, 12e, 18e, 9e) |                                                       | 9e (7e, 7e, 14e, 6e)    | -                     | 16e · (33e, 6e, , )  |                |
| 1979 | · (, )       |                | 6e (4e, 7e, 11e, 12e)  |                                                       | 16e (10e, 5e, 32e, 14e) | -                     |                      |                |
| 1980 | · (, )       |                | 5e (4e, 9e, 6e, 9e)    | 28e 500 m 21e 1000 m 11e 1500 m 4e 5000 m 6e 10.000 m | · (5e, , , 9e)          | -                     |                      |                |
| 1981 | · (, )       |                | · (, , 5e, 8e)         |                                                       | 16e · (6e, 9e, 33e, )   | 7e (9e, 4e, 10e, 15e) |                      |                |
| 1982 | · (, )       |                | · ( 9e, 4e, )          |                                                       | · (4e, , , 4e)          | -                     |                      |                |
| 1983 | · (, , 5e, ) | · (4e, 4e, , ) | · (5e, 13e, , )        |                                                       | NC17 · (, 17e, 10e, -)  | · (11e, , 9e,         |                      |                |
| 1984 | · (, , 4e, ) |                | · (, 7e, , 7e)         | 7e 1000 m 7e 1500 m 9e 5000 m 10e 10.000 m            | · (, , 8e, 11e)         | -                     |                      |                |
| 1985 | · (, )       | · (6e, , 5e, ) | 4e · (4e, 7e, 11e, )   |                                                       | · (4e, , 11e, 6e)       | 8e (13e, 9e, 22e, 7e) |                      |                |
| 1986 |              |                |                        |                                                       |                         |                       |                      | 8e             |

- = geen deelname
DQ3 = gediskwalificeerd bij de 3e afstand
NC17 = niet gekwalificeerd voor de laatste afstand, maar wel als 17e geklasserd in de eindrangsschikking

### Medaillespiegel
| Kampioenschap          | Goud · | Zilver · | Brons · |
| ---------------------- | ------ | -------- | ------- |
| NK Allround Klassement | 7      | 1        | 0       |
| NK Allround Afstanden  | 12     | 15       | 3       |
| NK Sprint Klassement   | 0      | 0        | 2       |
| NK Sprint Afstanden    | 1      | 2        | 1       |
| EK Allround Klassement | 2      | 1        | 1       |
| EK Allround Afstanden  | 4      | 3        | 1       |
| Olympische Spelen      | 0      | 0        | 0       |
| WK Allround Klassement | 2      | 0        | 2       |
| WK Allround Afstanden  | 3      | 4        | 2       |
| WK Sprint Klassement   | 0      | 0        | 1       |
| WK Sprint Afstanden    | 0      | 1        | 1       |
| WK Junioren Klassement | 0      | 0        | 1       |
| WK Junioren Afstanden  | 0      | 3        | 1       |

Onofficiële Europese kampioenschappen

1891: Onbeslist ·
1892: Onbeslist · 
1946: Göthe Hedlund 

Officiële Europese kampioenschappen

1893: Rudolf Ericson · 
1894: Onbeslist ·
1895: Alfred Næss · 
1896: Julius Seyler · 
1897: Julius Seyler · 
1898: Gustaf Estlander · 
1899: Peder Østlund · 
1900: Peder Østlund · 
1901: Rudolf Gundersen · 
1902: Johan Schwartz · 
1903: Onbeslist ·
1904: Rudolf Gundersen · 
1905: Johan Vikander · 
1906: Rudolf Gundersen · 
1907: Moje Öholm · 
1908: Moje Öholm · 
1909: Oscar Mathisen · 
1910: Nikolaj Stroennikov · 
1911: Nikolaj Stroennikov · 
1912: Oscar Mathisen · 
1913: Vasilij Ippolitov · 
1914: Oscar Mathisen · 
1922: Clas Thunberg · 
1923: Harald Strøm · 
1924: Roald Larsen · 
1925: Otto Polacsek · 
1926: Julius Skutnabb · 
1927: Bernt Evensen · 
1928: Clas Thunberg · 
1929: Ivar Ballangrud · 
1930: Ivar Ballangrud · 
1931: Clas Thunberg · 
1932: Clas Thunberg · 
1933: Ivar Ballangrud · 
1934: Michael Staksrud · 
1935: Karl Wazulek · 
1936: Ivar Ballangrud · 
1937: Michael Staksrud · 
1938: Charles Mathiesen · 
1939: Alfons Bērziņš · 
1947: Åke Seyffarth · 
1948: Reidar Liaklev · 
1949: Sverre Farstad · 
1950: Hjalmar Andersen · 
1951: Hjalmar Andersen · 
1952: Hjalmar Andersen · 
1953: Kees Broekman · 
1954: Boris Sjilkov · 
1955: Sigge Ericsson · 
1956: Jevgeni Grisjin · 
1957: Oleg Gontsjarenko · 
1958: Oleg Gontsjarenko · 
1959: Knut Johannesen · 
1960: Knut Johannesen · 
1961: Viktor Kositsjkin · 
1962: Robert Merkoelov · 
1963: Nils Egil Aaness · 
1964: Ants Antson · 
1965: Eduard Matoesevitsj · 
1966: Ard Schenk · 
1967: Kees Verkerk · 
1968: Fred Anton Maier · 
1969: Dag Fornæss · 
1970: Ard Schenk · 
1971: Dag Fornæss · 
1972: Ard Schenk · 
1973: Göran Claeson · 
1974: Göran Claeson · 
1975: Sten Stensen · 
1976: Kay Arne Stenshjemmet · 
1977: Jan Egil Storholt · 
1978: Sergej Martsjoek · 
1979: Jan Egil Storholt · 
1980: Kay Arne Stenshjemmet · 
1981: Amund Sjøbrend · 
1982: Tomas Gustafson · 
1983: Hilbert van der Duim · 
1984: Hilbert van der Duim · 
1985: Hein Vergeer · 
1986: Hein Vergeer · 
1987: Nikolaj Goeljajev · 
1988: Tomas Gustafson · 
1989: Leo Visser · 
1990: Bart Veldkamp · 
1991: Johann Olav Koss · 
1992: Falko Zandstra · 
1993: Falko Zandstra · 
1994: Rintje Ritsma · 
1995: Rintje Ritsma · 
1996: Rintje Ritsma · 
1997: Ids Postma · 
1998: Rintje Ritsma · 
1999: Rintje Ritsma · 
2000: Rintje Ritsma · 
2001: Dmitri Sjepel · 
2002: Jochem Uytdehaage · 
2003: Gianni Romme · 
2004: Mark Tuitert · 
2005: Jochem Uytdehaage · 
2006: Enrico Fabris · 
2007: Sven Kramer · 
2008: Sven Kramer · 
2009: Sven Kramer · 
2010: Sven Kramer · 
2011: Ivan Skobrev · 
2012: Sven Kramer · 
2013: Sven Kramer · 
2014: Jan Blokhuijsen · 
2015: Sven Kramer · 
2016: Sven Kramer · 
2017: Sven Kramer · 
2019: Sven Kramer · 
2021: Patrick Roest · 
2023: Patrick Roest · 
2025: Sander Eitrem